# ميلاووكي بريورز
ميلاووكي بريورز هو فريق كرة قاعدة أمريكي أٌسس عام 1969. يلعب الفريق في الدوري الوطني.